# 制光恩
制光恩（越南语：／；？年—？年），越南阮朝官員，占族后裔。

## 生平
制光恩是承天府香茶縣富春總安美社人，成泰年間曾任諒江知府，後歷任北江按察使、廣安按察使、山西按察使、太平按察使。維新六年（1912年），升任富壽巡撫，後歷任河南巡撫、建安二項巡撫。啓定五年（1920年），改任太平二項巡撫。五月，升一項巡撫。七月，改任河南一項巡撫。次年（1921年）正月，特格升授名譽總督銜致事。

## 家庭

### 妻妾
妻公女氏是瑞太王阮福洪依之女，育德帝同母妹。

### 子女
制光恩与公女氏育有一子制光諒。